# Étienne de Damas-Crux
Étienne Charles de Damas-Crux, född 1754, död 1846, var en fransk greve Damas, senare hertig Damas de Crux, militär och politiker.
Damas-Crux deltog under nordamerikanska frihetskriget i striderna i Ostindien. Han blev 1789 adelsdeputerad, emigrerade 1792 och var därefter livligt engagerad i emigranternas militära företag. 1815 blev han medlem av pärernas kammaren, där han tillhörde högern. Damas-Crux vägrade 1830 att avlägga eden till Ludvig Filip I av Frankrike.